# Saint-Martin-Terressus
Pour les articles homonymes, voir Saint-Martin.
Saint-Martin-Terressus est une commune française située dans le département de la Haute-Vienne, en région Nouvelle-Aquitaine.

## Géographie

### Localisation

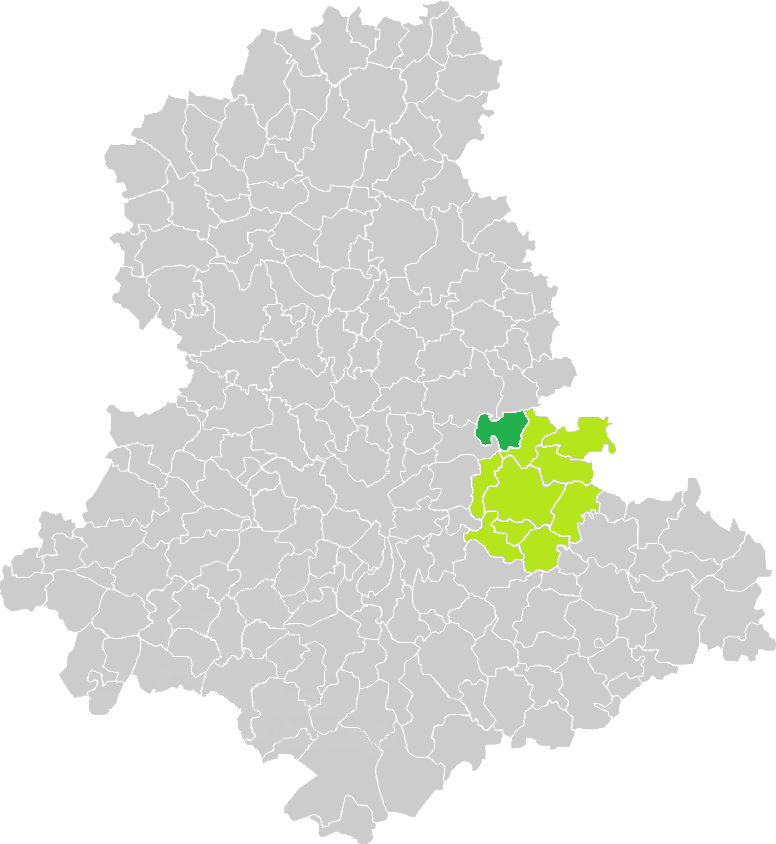
Situation de la commune de Saint-Martin-Terressus en Haute-Vienne.

| Ambazac              | Saint-Laurent-les-Églises |                       |
| Saint-Priest-Taurion | Saint-Martin-Terressus    |                       |
|                      |                           | Le Châtenet-en-Dognon |

### Climat
Pour des articles plus généraux, voir Climat de la Nouvelle-Aquitaine et Climat de la Haute-Vienne.
Historiquement, la commune est dans une zone de transition entre le climat océanique limousin et le climat montagnard.  
En 2020, Météo-France publie une typologie des climats de la France métropolitaine dans laquelle la commune est dans une zone de transition entre le climat océanique altéré et le climat de montagne et est dans la région climatique  Ouest et nord-ouest du Massif Central, caractérisée par une pluviométrie annuelle de 900 à 1 500 mm, maximale en automne et en hiver.
Pour la période 1971-2000, la température annuelle moyenne est de 11,3 °C, avec une amplitude thermique annuelle de 14,9 °C. Le cumul annuel moyen de précipitations est de 1 000 mm, avec 13,1 jours de précipitations en janvier et 7,8 jours en juillet. Pour la période 1991-2020, la température moyenne annuelle observée sur la station météorologique la plus proche, située sur la commune de Saint-Léger-la-Montagne à 12,43 km à vol d'oiseau, est de 10,4 °C et le cumul annuel moyen de précipitations est de 1 371,7 mm,. Pour l'avenir, les paramètres climatiques de la commune estimés pour 2050 selon différents scénarios d’émission de gaz à effet de serre sont consultables sur un site dédié publié par Météo-France en novembre 2022.

## Urbanisme

### Typologie
Au 1er janvier 2024, Saint-Martin-Terressus est catégorisée commune rurale à habitat dispersé, selon la nouvelle grille communale de densité à sept niveaux définie par l'Insee en 2022.
Elle est située hors unité urbaine. Par ailleurs la commune fait partie de l'aire d'attraction de Limoges, dont elle est une commune de la couronne,. Cette aire, qui regroupe 127 communes, est catégorisée dans les aires de 200 000 à moins de 700 000 habitants,.

### Occupation des sols
L'occupation des sols de la commune, telle qu'elle ressort de la base de données européenne d’occupation biophysique des sols Corine Land Cover (CLC), est marquée par l'importance des territoires agricoles (60,7 % en 2018), une proportion sensiblement équivalente à celle de 1990 (61 %). La répartition détaillée en 2018 est la suivante : 
forêts (37,5 %), zones agricoles hétérogènes (33,3 %), prairies (24,9 %), terres arables (2,4 %), eaux continentales (1,8 %). L'évolution de l’occupation des sols de la commune et de ses infrastructures peut être observée sur les différentes représentations cartographiques du territoire : la carte de Cassini (XVIIIe siècle), la carte d'état-major (1820-1866) et les cartes ou photos aériennes de l'IGN pour la période actuelle (1950 à aujourd'hui).

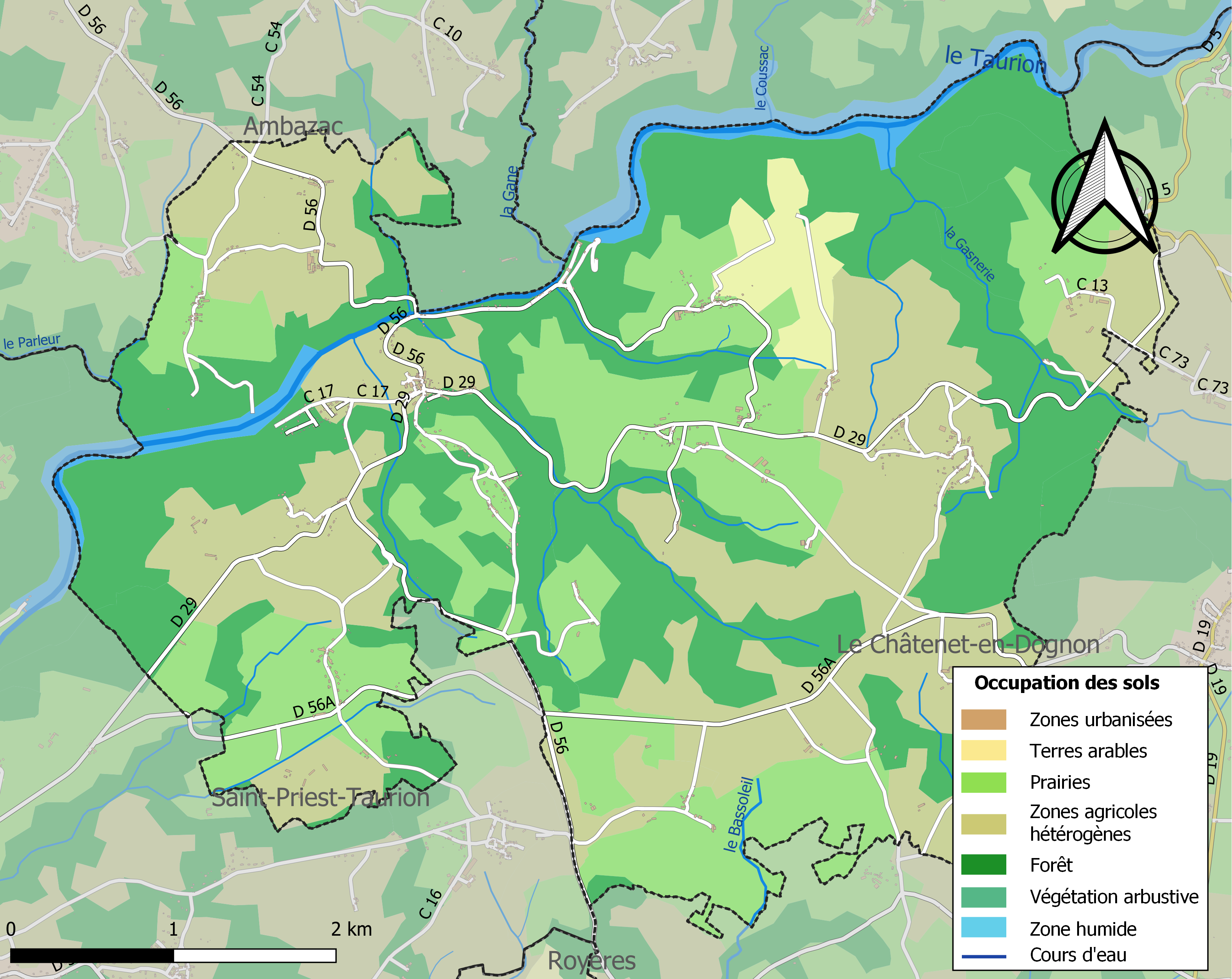
Carte des infrastructures et de l'occupation des sols de la commune en 2018 (CLC).

### Risques majeurs
Le territoire de la commune de Saint-Martin-Terressus est vulnérable à différents aléas naturels : météorologiques (tempête, orage, neige, grand froid, canicule ou sécheresse) et séisme (sismicité faible). Il est également exposé à un risque technologique, la rupture d'un barrage, et à un risque particulier : le risque de radon. Un site publié par le BRGM permet d'évaluer simplement et rapidement les risques d'un bien localisé soit par son adresse soit par le numéro de sa parcelle.

#### Risques naturels

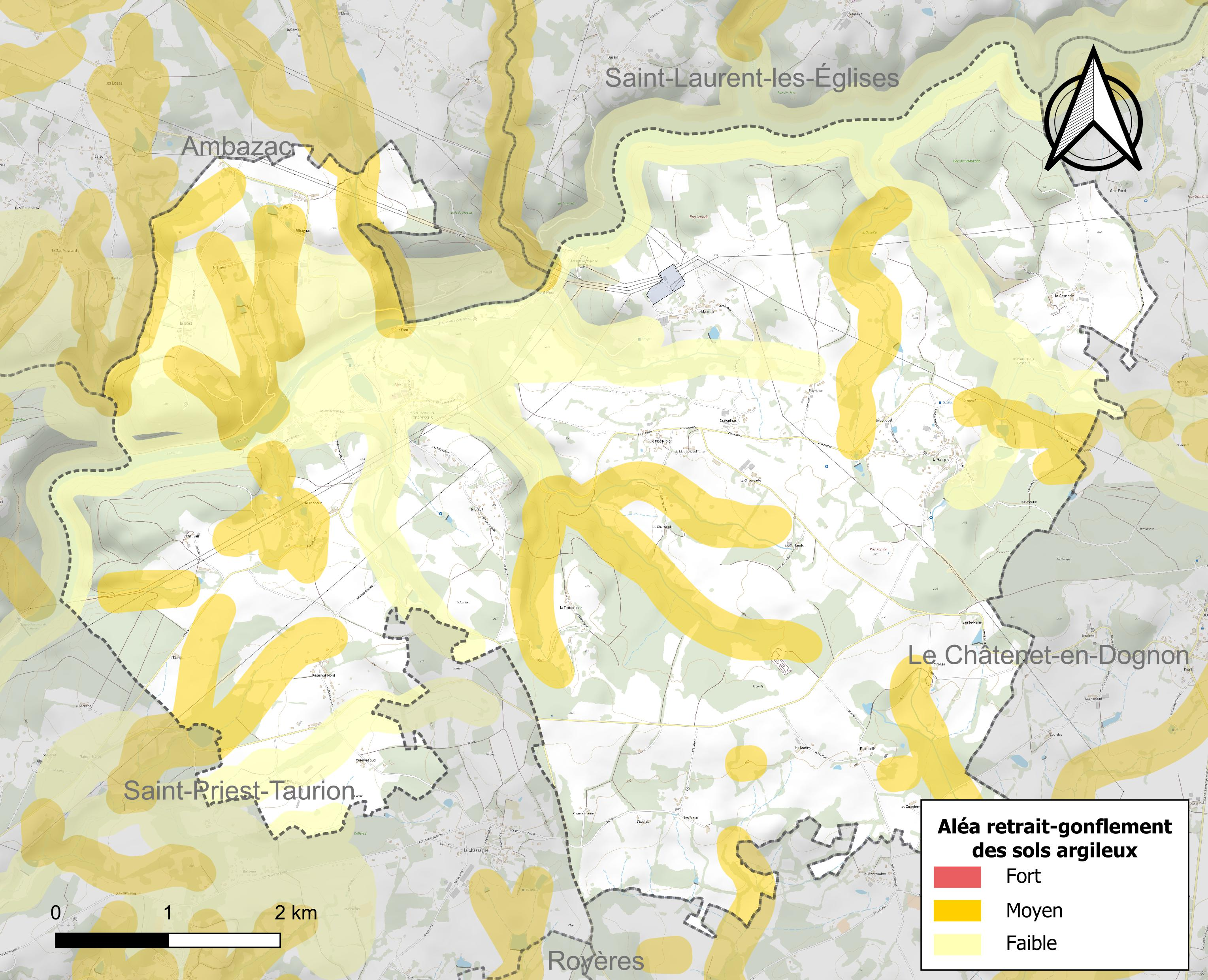
Carte des zones d'aléa retrait-gonflement des sols argileux de Saint-Martin-Terressus.

Le retrait-gonflement des sols argileux est susceptible d'engendrer des dommages importants aux bâtiments en cas d’alternance de périodes de sécheresse et de pluie. 19,8 % de la superficie communale est en aléa moyen ou fort (27 % au niveau départemental et 48,5 % au niveau national métropolitain). Depuis le 1er octobre 2020, en application de la loi ÉLAN, différentes contraintes s'imposent aux vendeurs, maîtres d'ouvrages ou constructeurs de biens situés dans une zone classée en aléa moyen ou fort,.
La commune a été reconnue en état de catastrophe naturelle au titre des dommages causés par les inondations et coulées de boue survenues en 1982 et 1999 et par des mouvements de terrain en 1999.

#### Risque technologique
La commune est en outre située en aval des barrages de Lavaud-Gelade, dans la Creuse, un ouvrage de classe Aet de Saint-Marc en Haute-Vienne, classé B, surclassé en A. À ce titre elle est susceptible d’être touchée par l’onde de submersion consécutive à la rupture de cet ouvrage.

#### Risque particulier
Dans plusieurs parties du territoire national, le radon, accumulé dans certains logements ou autres locaux, peut constituer une source significative d’exposition de la population aux rayonnements ionisants. Selon la classification de 2018, la commune de Saint-Martin-Terressus est classée en zone 3, à savoir zone à potentiel radon significatif.

## Toponymie
À la fin du Xe siècle, la paroisse était dite selon un historien[Qui ?] Sancti Martini Terre Sul puis vers 1200 Sancti Martini de Terrassus ou Terra Sudoris[réf. souhaitée].
En limousin, la langue régionale anciennement parlée localement, son nom se prononce « Saint Martin Tarassou ». Il s'écrit ainsi en graphie mistralienne (phonétique) tandis qu'il s'écrit Sent Martin Tarrassos en graphie classique.

## Histoire

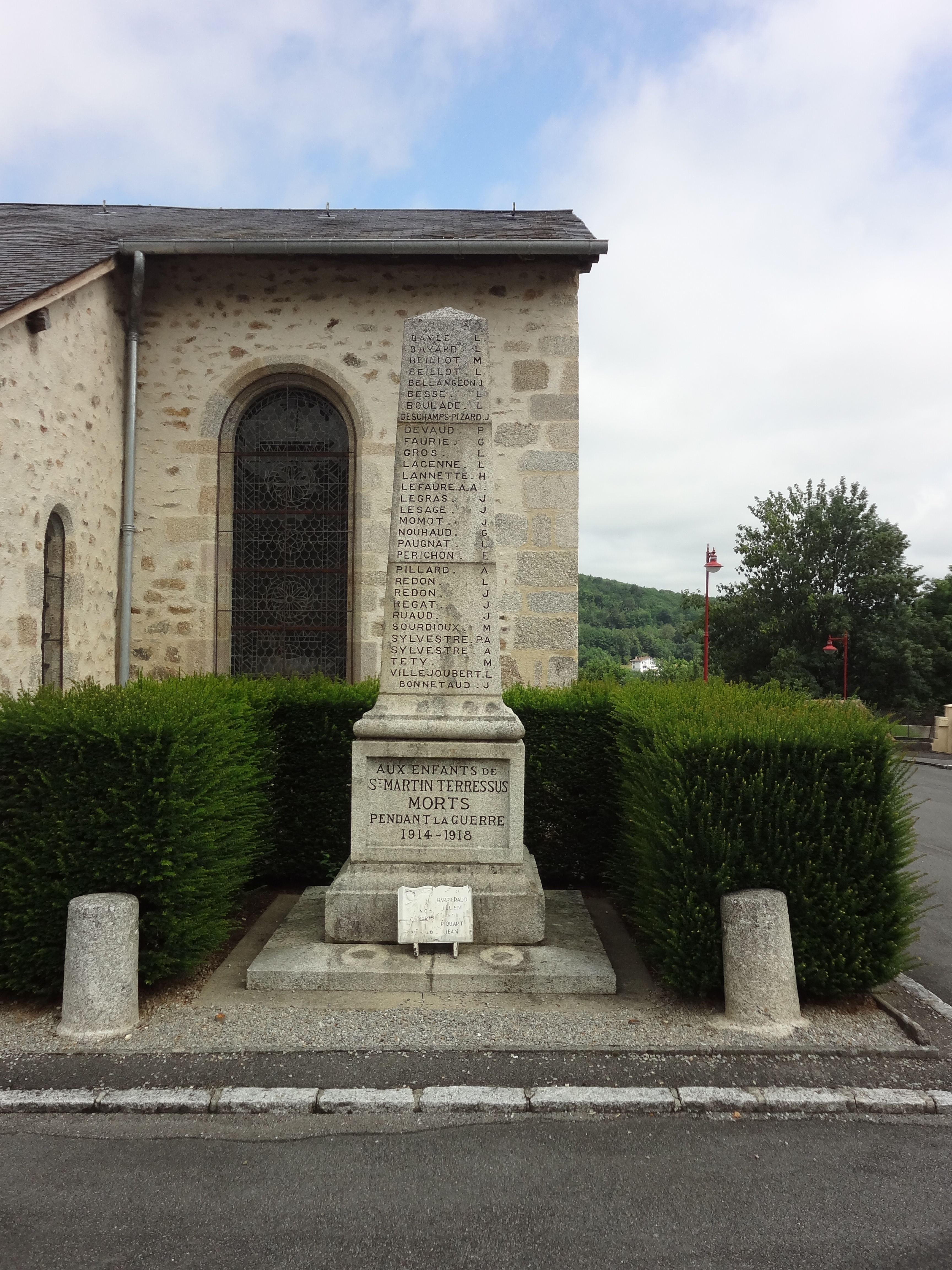
Monuments aux morts de la commune.

Située en position dominante par rapport à la vallée du Taurion, la commune était peuplée dès la préhistoire comme en témoigneraient le tumulus de Reservat. Une voie antique datant de la période gallo-romaine, joignant Saintes à Lyon, traversait la commune. Des bornes pourraient avoir marqué les « milles » romains (les Rieux). Cette occupation du site de l'époque gallo-romaine est attestée par la présence de nombreux vestiges recensés par la DRAC : voie gallo-romaine à Reservat, à la croix de Virolles, villa gallo-romaine en contrebas du bourg, coffre funéraire trouvé à Reservat.
Située dans la partie nord du canton de Saint-Léonard-de-Noblat, la population de Saint-Martin-Terressus est en augmentation du fait de la proximité de l'agglomération de Limoges. 

## Économie
Saint-Martin-Terressus est une commune agricole. Une quinzaine d'agriculteurs sont spécialisés dans l'élevage bovin et quelques-uns ont une production laitière. Il y a quelques artisans peu nombreux.
La principale[Comment ?] activité est liée à la production électrique. Deux retenues sur le Taurion sont situées sur la commune. Le barrage de Saint-Marc avec ses 38 mètres de haut et ses 120 m de haut constitue un plan d'eau d'une longueur de 10 km.

## Politique et administration
| Période | Période  | Identité            | Étiquette | Qualité |
| ------- | -------- | ------------------- | --------- | ------- |
| 1944    | 1946     | Appolin Fanton      |           |         |
| 1946    | 1959     | Marcel Coussy       |           |         |
| 1959    | 1965     | Martial Pouyaud     |           |         |
| 1965    | 1977     | Pierre Boyer        |           |         |
| 1977    | 2001     | Marcel Masfety      | PCF       |         |
| 2001    | 2008     | Paul Poussin        |           |         |
| 2008    | En cours | Jean-Pierre Estrade | PS        |         |

## Démographie
L'évolution du nombre d'habitants est connue à travers les recensements de la population effectués dans la commune depuis 1793. Pour les communes de moins de 10 000 habitants, une enquête de recensement portant sur toute la population est réalisée tous les cinq ans, les populations de référence des années intermédiaires étant quant à elles estimées par interpolation ou extrapolation. Pour la commune, le premier recensement exhaustif entrant dans le cadre du nouveau dispositif a été réalisé en 2007.

En 2022, la commune comptait 580 habitants, en évolution de +3,2 % par rapport à 2016 (Haute-Vienne : −0,68 %, France hors Mayotte : +2,11 %).
| 1793 | 1800 | 1806 | 1821 | 1831 | 1836 | 1841 | 1846 | 1851 |
| ---- | ---- | ---- | ---- | ---- | ---- | ---- | ---- | ---- |
| 420  | 609  | 622  | 821  | 790  | 759  | 833  | 883  | 869  |

| 1856 | 1861 | 1866 | 1872 | 1876 | 1881 | 1886  | 1891  | 1896  |
| ---- | ---- | ---- | ---- | ---- | ---- | ----- | ----- | ----- |
| 845  | 872  | 868  | 917  | 908  | 944  | 1 031 | 1 060 | 1 006 |

| 1901 | 1906 | 1911 | 1921 | 1926 | 1931 | 1936 | 1946 | 1954 |
| ---- | ---- | ---- | ---- | ---- | ---- | ---- | ---- | ---- |
| 940  | 934  | 901  | 769  | 705  | 770  | 642  | 637  | 613  |

| 1962 | 1968 | 1975 | 1982 | 1990 | 1999 | 2006 | 2007 | 2012 |
| ---- | ---- | ---- | ---- | ---- | ---- | ---- | ---- | ---- |
| 576  | 509  | 445  | 439  | 456  | 475  | 527  | 534  | 565  |

| 2017 | 2022 | - | - | - | - | - | - | - |
| ---- | ---- | - | - | - | - | - | - | - |
| 557  | 580  | - | - | - | - | - | - | - |

## Lieux et monuments
- Château de Plantadis a été construit entre 1860 et 1880 sur le site d'une seigneurie ancienne; il ne reste plus aucune trace de la construction qui aurait précédé le château actuel ainsi que de la chapelle mentionnée au XIIe siècle.
- Église Saint-Martin de Saint-Martin-Terressus. Elle est inscrite à l'Inventaire général du patrimoine culturel[27].

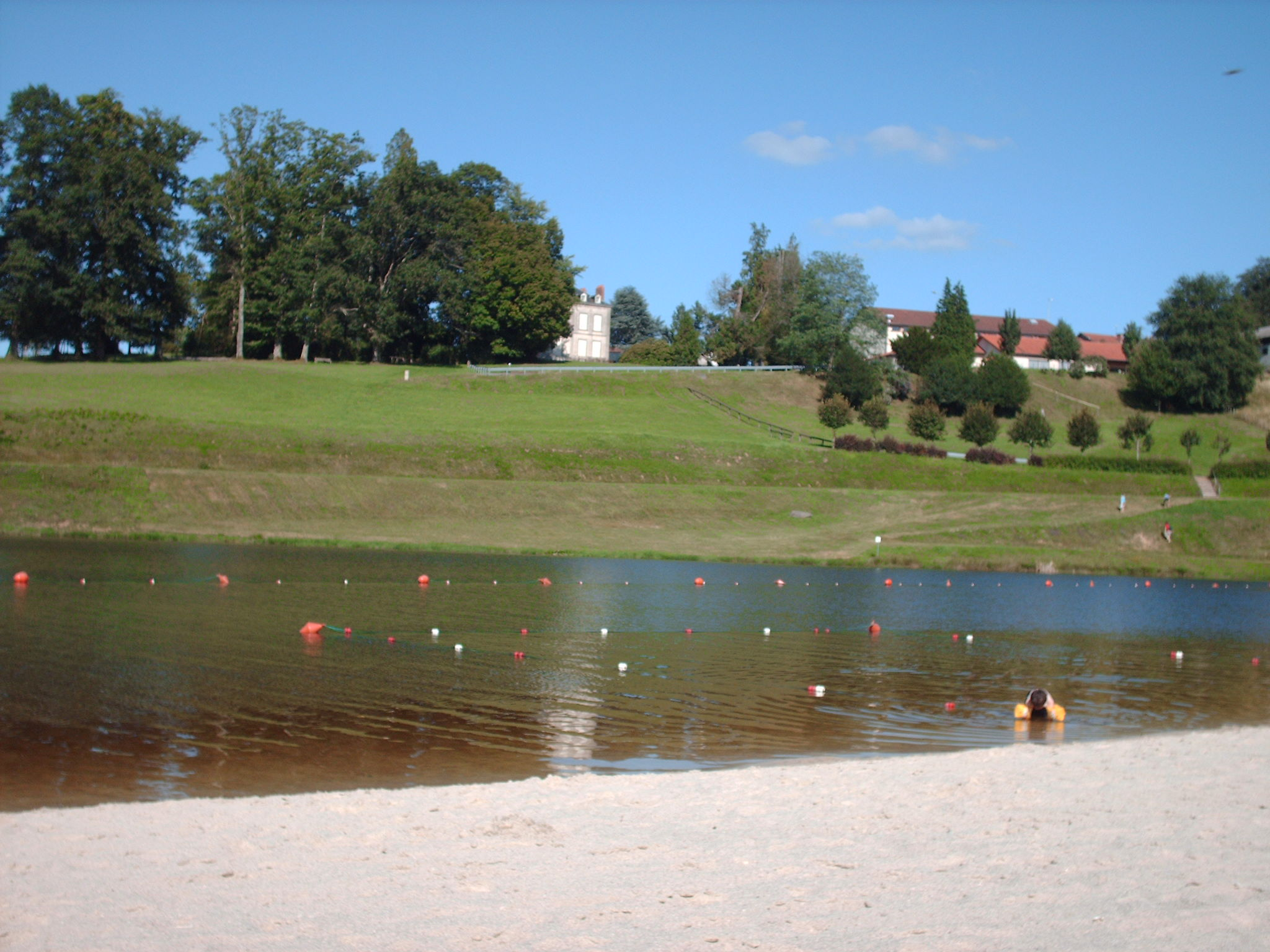
Le lac de Saint-Martin-Terressus en été.

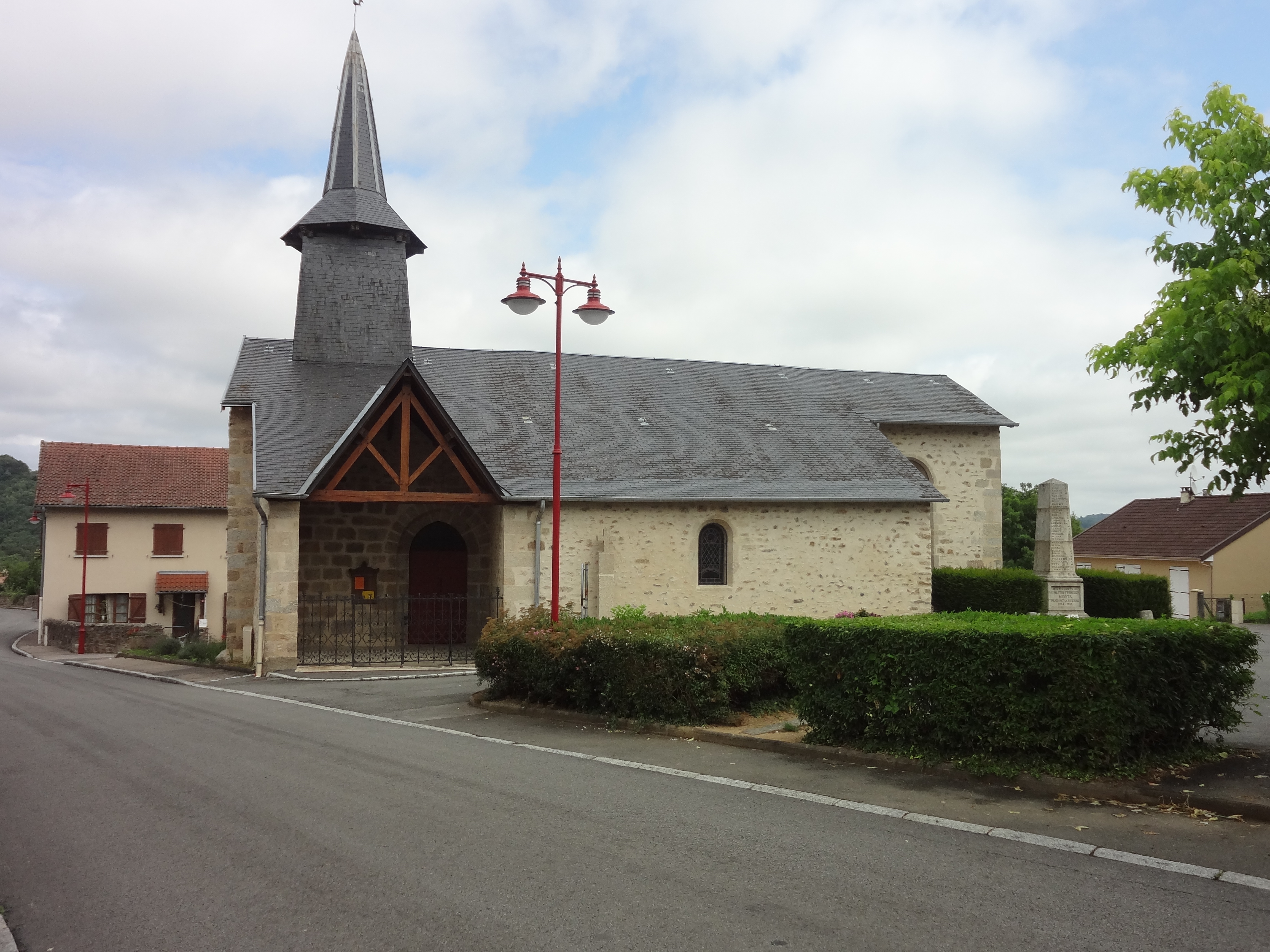
L’église.

## Personnalités liées à la commune
Eugène Alluaud, (1866-1947) artiste peintre et un céramiste français.

## Pour approfondir